# 安田史生
安田 史生（やすだ ふみお、1971年6月15日 - ）は、日本の作曲家、作詞家、音楽プロデューサー。北海道室蘭市出身。実弟は俳優・タレントでTEAM NACSの安田顕。

## 人物
地元で福祉系の公務員として勤務する傍ら電子音楽やバンド活動に目覚め、30歳を過ぎてから独学で音楽活動を本格化させる。2002年にユニット「Ruppina」のボーカルを発掘、自身も作家としてメジャーデビューし上京、東京で活動していた。
その後ラジオディレクターの仕事の依頼を受けて、違う側面から音楽に向き合うことを考え札幌へ戻り、FM北海道（AIR-G'）の番組制作に関わり、自ら企画した「AV Music Channel」でサブカルチャー系、ヴィジュアル系アーティストとの人脈を築く。
北海道の各局サブカルメディアの構築、「TOYAKOマンガ・アニメフェスタ」等の地方イベント制作など、発足当時からメーカーやアーティストとのパイプ役となり尽力し2013年に開催された北海道初の大型野外アニメソングフェスティバル「きたまえ↑」では、企画構成・アーティストブッキングに貢献。
その後「fumio yasuda」名義で作品を発表し北海道出身の女性シンガー「藍井エイル」「綾野ましろ」「nonoc」らを発掘し、サウンドプロデュースや数々の楽曲を提供している。「藍井エイル」に提供した「MEMORIA」では平成アニソン大賞アーティストソング賞を受賞。
2014年に弟の所属事務所であるCREATIVE OFFICE CUEに所属する。同年に自身作曲・安田顕の作詞歌唱による兄弟コラボ作品「はてのあるその時間（とき）とめぐる季節のそのなかで」が発表された。以降CUE関連の楽曲制作にも多数関わっている。
2022年12月、株式会社MONSTAR designに移籍した。

## 主な作品
- Ruppina+
  - 『Free Will』（作曲）
    - TVアニメ「ONE PIECE」エンディングテーマ

  - 『FAITH』（作曲）
    - TVアニメ「ONE PIECE」エンディングテーマ

  - 『violet flow』（作曲）
    - 日本テレビ系ドラマ「よい子の味方～新米保育士物語～」挿入歌
- 下川みくに
  - 『CHAIN』（作曲）
- Eir・藍井エイル
  - 『frozen eyez』（作詞・作曲）
  - 『MEMORIA』（共作詞・作曲）
    - TVアニメ「Fate/Zero」エンディングテーマ

  - 『Back To Zero』（作曲）
  - 『dear brightness』（作曲）
  - 『フェイスレス』（作詞・作曲）
  - 『Reunion』（作詞・作曲）
  - 『彩色の星』（作詞・作曲）
  - 『翼の行方』（作詞・作曲）
  - 『Close Friend』（作曲）
  - 『リンドウの花』（作曲）
- 綾野ましろ
  - 『Wingless Diver』（作詞・作曲）
  - 『刹那クロニクル』（作詞・作曲）
  - 『infinity beyond』（作詞・作曲）
  - 『春想の街』（作詞・作曲）
  - 『Lotus Pain』（作曲）
    - TVアニメ「D.Gray-man HALLOW」エンディングテーマ
- OOPARTS
  - 『天国への階段』舞台音楽（作曲・プロデュース）
- TEAM NACS
  - 『キタミチ』（作曲・プロデュース。作詞:安田顕）
- nonoc
  - 『star*frost』（作詞・プロデュース）
    - TVアニメ「彼方のアストラ」オープニングテーマ

## 担当番組
- AV Music Channel（エフエム北海道、ディレクター）
- V/R_relation（FM NORTH WAVE、企画・製作）
- 風越星名 V*V avenue（エフエム北海道、ディレクター）